# Wiktor Durlak
Wiktor Michał Durlak (ur. 5 lipca 1983 w Krynicy-Zdroju) – polski polityk, samorządowiec i menedżer, senator X i XI kadencji (od 2019).

## Życiorys

### Wykształcenie i działalność zawodowa
Syn Władysława i Krystyny. Mieszkaniec Białej Niżnej. Ukończył Małopolską Wyższą Szkołę Ekonomiczną w Tarnowie na kierunkach zarządzanie i administracja publiczna. W 2005 rozpoczął pracę w biurze senatorskim Stanisława Koguta w Gorlicach, pełnił funkcję jego asystenta. Potem pracował w Fundacji Pomocy Osobom Niepełnosprawnym w Stróżach. Później zajmował stanowisko dyrektora Ośrodka Rewalidacyjno-Wychowawczego w Grybowie.

### Działalność polityczna
W latach 2010–2014 był radnym gminy Grybów. W 2012 przystąpił do Prawa i Sprawiedliwości. W kolejnych wyborach samorządowych w 2014 został wybrany do rady powiatu nowosądeckiego. Zasiadał w Komisji Statutowej (jako jej wiceprzewodniczący), Komisji Kultury i Ochrony Dóbr Kultury, Komisji Promocji Powiatu, Współpracy z Organizacjami Pozarządowymi oraz Współpracy Międzynarodowej, a także Komisji Turystyki i Sportu. Wszedł w skład Rady Społecznej Szpitala im. dr. Józefa Dietla w Krynicy-Zdroju. W 2018 uzyskał reelekcję na stanowisko radnego powiatowego. W nowej kadencji zasiadał w Komisji Zdrowia i Uzdrowisk (jako jej przewodniczący), Komisji Budżetowej, Komisji Polityki Społecznej, Komisji Mienia i Infrastruktury oraz Komisji Turystyki i Sportu.
W wyborach parlamentarnych w 2019 był kandydatem Prawa i Sprawiedliwości na senatora w okręgu nr 37. Uzyskał 107 119 głosów (60,33%), pokonując dotychczasowego senatora Stanisława Koguta (startującego z własnego komitetu) i uzyskując wybór do Senatu X kadencji. W 2023 z powodzeniem ubiegał się o ponowny wybór, otrzymując 116 069 głosów.

## Wyniki w wyborach ogólnopolskich
| Wybory | Komitet wyborczy  | Komitet wyborczy       | Organ            | Okręg | Wynik            |
| ------ | ----------------- | ---------------------- | ---------------- | ----- | ---------------- |
| 2019   |                   | Prawo i Sprawiedliwość | Senat X kadencji | nr 37 | 107 119 (60,33%) |
| 2023   | Senat XI kadencji | Prawo i Sprawiedliwość | 116 069 (52,71%) | nr 37 |                  |